# 아카데미상을 수상한 외국어 영화 목록

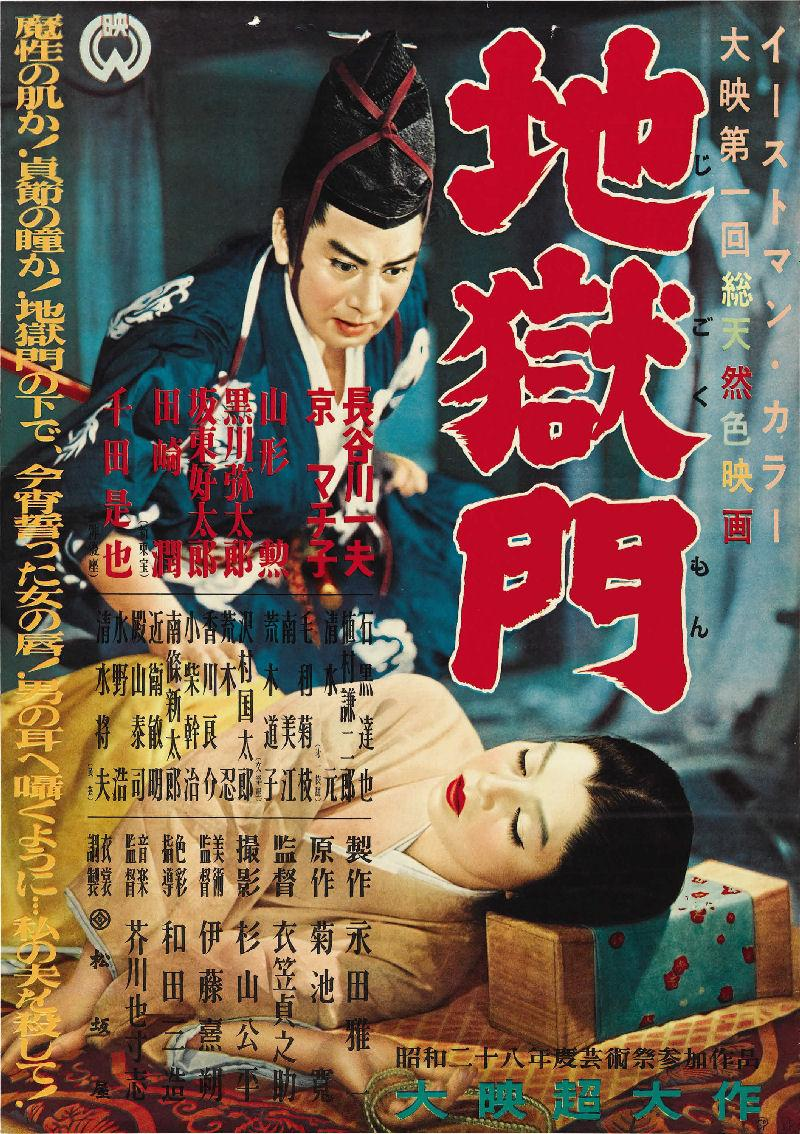
아카데미 명예상과 아카데미 의상상을 수상한 일본 영화 《지옥문》

아카데미상은 1945년부터 미국 영화가 아닌 외국어 영화를 대상으로도 시상하고 있다. 아카데미 측은 외국어영화 부문 후보 작품을 두고 '미국 국외에서 제작되었으며, 작중 우선으로 사용되는 언어가 영어가 아닌 장편영화'로 규정하고 있다. 이러한 조건을 만족하는 영화에 대해 아카데미 측은 국제영화상 부문 상을 수여하고 있다. 허나 외국어영화상 후보 작품이 로스앤젤레스군 내 상업 개봉이 이뤄졌다는 조건을 충족하고 각 부문의 특수한 규정을 지킨다면 다른 부문에서도 충분히 수상할 수가 있다. 추가로 미국에서 제작된 외국어 영화는 국제영화상 부문 후보로 오를 수 없으나 다른 부문은 얼마든지 가능하다.
2020년 기준으로 외국어영화상을 수상한 작품 가운데 다른 아카데미상 부문에서도 수상한 작품은 총 26편이다. 그 중 최다수상 기록을 가진 작품은 총 4편으로, 1985년 스웨덴 영화 《화니와 알렉산더》, 2000년 중화민국 영화 《와호장룡》, 2020년 대한민국 영화 《기생충》, 2022년 독일 영화 《서부 전선 이상 없다》이며 이들 모두 외국어영화상을 비롯해 4개 부문에서 수상하였다. 최다 후보지명 작품으로는 2000년의 《와호장룡》과 2018년 《로마》가 있으며 10회 노미네이트를 기록하였다.
미국 영화예술과학 아카데미는 1956년부터 정기부문인 '외국어영화상' 부문을 신설, 매해 시상식마다 각국 영화업계로부터 출품작을 받고 있다. 이러한 출품작에 대한 심사 과정과 평가는 외국어영화상 위원회가 전담하며, 비밀 투표를 통해 본선에 올릴 최종 후보작 다섯 편을 추린다. 1956년 정기부문 신설 이전에는 출품작 심사나 경쟁 과정 없이, 아카데미 운영위 측에서 매년마다 미국 내에서 개봉한 최고의 외국어 영화상을 한 편 뽑아 '명예상'을 수여하는 방식으로 진행했다.

## 목록
상술했듯이 외국어영화상 후보 작품 중에서 로스앤젤레스군 내에서 상업개봉이 이뤄지고 타 부문 후보작으로서의 필수요건을 충족한 경우라면 여타 부문에서의 수상도 이뤄질 수 있다. 외국어영화상의 수상이 무조건 보장된 것은 아니므로, 여타 부문 아카데미상을 수상한 외국어 영화 중에서 외국어영화상을 수상한 작품은 총 여섯 편에 불과하다. 1954년작 <지옥문> 역시 아카데미 명예상의 형식으로 외국어영화상을 수상한 바 있다.
| 연도 (회차)   | 한국어명                            | 원제 / 영어명                                        | 수상 부문                              | 수상자 | 국가                                              | 언어                               |
| ------------- | ----------------------------------- | ---------------------------------------------------- | -------------------------------------- | --- | ------------------------------------------------- | ---------------------------------- |
| 1945년 (18회) | 마리 루이스                         | Marie-Louise                                         | 각본상 (각본)                          | 리차드 슈바이처 | 스위스                                            | 독일어                             |
| 1954 (27회)   | 지옥문[가]                          | 地獄門 Gate of Hell                                  | 의상상 (컬러)                          | 와다 산조 | 일본                                              | 일본어                             |
| 1956년 (29회) | 빨간 풍선                           | Le ballon rouge The Red Balloon                      | 각본상 (각본)                          | 알베르 라모리스 | 프랑스                                            | 프랑스어                           |
| 1959년 (32회) | 세렝게티는 죽지 않으리              | Serengeti darf nicht sterben Serengeti Shall Not Die | 장편 다큐멘터리상                      | 베른하르트 쥐메크 | 서독                                              | 독일어                             |
| 1961년 (34회) | 달콤한 인생                         | La dolce vita                                        | 의상상 (흑백)                          | 피에로 게라르디 | 이탈리아                                          | 이탈리아어, 영어, 프랑스어, 독일어 |
| 1961년 (34회) | 두 여인                             | La ciociara Two Women                                | 여우주연상                             | 소피아 로렌 | 이탈리아 프랑스                                   | 이탈리아어, 독일어                 |
| 1962년 (35회) | 이혼: 이탈리안 스타일               | Divorzio all'italiana Divorce Italian Style          | 각본상 (원안/각본)                     | 엔니오 데 콘치니 알프레도 잔네티 피에트로 제르미                                                                         | 이탈리아                                          | 이탈리아어                         |
| 1963년 (36회) | 8½[나]                              | 8½                                                   | 의상상 (흑백)                          | 피에로 게라르디 | 이탈리아                                          | 이탈리아어, 영어, 프랑스어, 독일어 |
| 1966년 (39회) | 남과 여[나]                         | Un homme et une femme A Man and a Woman              | 각본상 (원안/각본)                     | 클로드 를루슈 (원안/각본) 피에르 위터호벤 (각본)                                                                         | 프랑스                                            | 프랑스어                           |
| 1969년 (41회) | Z[나]                               | Z                                                    | 편집상                                 | 프랑수아 보노 | 알제리                                            | 프랑스어                           |
| 1973년 (46회) | 외침과 속삭임                       | Viskningar och rop Cries and Whispers                | 촬영상                                 | 스벤 뉘크비스트 | 스웨덴                                            | 스웨덴어                           |
| 1983년 (56회) | 화니와 알렉산더[나]                 | Fanny och Alexander Fanny and Alexander              | 미술상 촬영상 의상상                   | 안나 아스프 (미술상) 스벤 뉘크비스트 (촬영상) 마리크 보스 (의상상)                                                       | 스웨덴                                            | 스웨덴어, 독일어, 이디시어, 영어   |
| 1985년 (58회) | 란                                  | 乱 Ran                                               | 의상상                                 | 와다 에미 | 일본                                              | 일본어                             |
| 1990년 (63회) | 시라노                              | Cyrano de Bergerac                                   | 의상상                                 | 프랑카 스콰르샤피노 | 프랑스                                            | 프랑스어                           |
| 1995년 (68회) | 일 포스티노                         | Il postino The Postman                               | 음악상 (영화음악)                      | 루이스 엔리케 바칼로프                                                                                                   | 이탈리아                                          | 이탈리아어, 스페인어               |
| 1998년 (71회) | 인생은 아름다워[나]                 | La vita è bella Life Is Beautiful                    | 남우주연상 음악상 (영화음악)           | 로베르토 베니니 (남우주연상) 니콜라 피오바니 (영화음악)                                                                  | 이탈리아                                          | 이탈리아어, 독일어, 영어           |
| 2000년 (73회) | 와호장룡[나]                        | 臥虎藏龍 Crouching Tiger, Hidden Dragon              | 미술상 촬영상 음악상 (영화음악)        | 티미 입 (미술상) 피터 파우 (촬영상) 탄둔 (음악상)                                                                        | 중화민국 중화인민공화국 홍콩 미국                 | 중국어                             |
| 2002년 (75회) | 그녀에게                            | Hable con ella Talk to Her                           | 아카데미 각본상 (각본)                 | 페드로 알모도바르 | 스페인                                            | 스페인어                           |
| 2004년 (77회) | 모터싸이클 다이어리                 | Diarios de motocicleta The Motorcycle Diaries        | 음악상 (주제가상)                      | 호르헤 드렉슬러 "Al otro lado del río"                                                                                   | 브라질 아르헨티나 칠레 프랑스 독일 페루 영국 미국 | 케추아어, 스페인어                 |
| 2006년 (79회) | 이오지마에서 온 편지[다]            | Letters from Iwo Jima                                | 음향편집상                             | 밥 아스만 앨런 로버트 머레이                                                                                             | 미국                                              | 일본어, 영어                       |
| 2006년 (79회) | 판의 미로 - 오필리아와 세 개의 열쇠 | El laberinto del fauno Pan's Labyrinth               | 미술상 촬영상 분장상                   | 에우제니오 카발레로 (미술상) 필라르 레부엘타 (세트상) 기예르모 나바로 (촬영상) 다비드 마르티 (분장상) 몬체 리베 (분장상) | 멕시코 스페인                                     | 스페인어                           |
| 2007년 (80회) | 라 비 앙 로즈                       | La Môme La Vie en Rose                               | 여우주연상 분장상                      | 마리옹 코티아르 (여우주연상) 제인 아키볼드 (분장상) 디디에 라베르뉴 (분장상)                                             | 미국 프랑스 영국 체코                             | 프랑스어                           |
| 2011년 (84회) | 아티스트                            | The Artist                                           | 작품상 감독상 남우주연상 음악상 의상상 | 토마스 랑만 (프로듀서) 미셸 하자나비시우스 (감독) 장 뒤자르댕 (배우) 루도비크 부르스 (작곡) 마크 브리지스 (의상)         | 미국 프랑스 영국 체코                             | 무성                               |
| 2018년 (91회) | 로마                                | Roma                                                 | 감독상 촬영상                          | 알폰소 쿠아론 (감독상, 촬영상)                                                                                           | 멕시코                                            | 스페인어 믹스텍어                  |
| 2019년 (92회) | 기생충                              | 기생충 Parasite                                      | 작품상 감독상 각본상                   | 곽신애 (작품상) 봉준호 (작품상, 감독상, 각본상, 국제영화상) 한진원 (각본상)                                              | 대한민국                                          | 한국어                             |
| 2022년 (95회) | 서부 전선 이상 없다[나]             | Im Westen nichts Neues                               | 촬영상 음악상 미술상                   | 제임스 프렌드 (연출감독) 크리스티안 M. 골드베크 (미술감독) 에르네스틴 히퍼 (세트장) 볼커 베르텔만 (음악)                 | 독일                                              | 독일어, 프랑스어                   |
| 2022년 (95회) | RRR                                 | RRR                                                  | 주제가상 (원곡)                        | M. M. 키라바니 (작곡) 찬드라보스 (작사) "Naatu Naatu"                                                                    | 인도                                              | 텔루구어, 영어                     |
| 2023년 (96회) | 고지라-1.0                          | ゴジラ-1.0                                           | 시각효과상                             | 야마자키 다카시 시부야 기요코 다카하시 마사키 노지마 다츠지                                                              | 일본                                              | 일본어                             |
| 2023년 (96회) | 존 오브 인터레스트                  | The Zone of Interest                                 | 음향상                                 | 탄 윌러스 조니 번 | 영국                                              | 독일어                             |
| 2023년 (96회) | 그대들 어떻게 살 것인가             | 君たちはどう生きるか                                 | 장편 애니메이션상                      | 미야자키 하야오 (감독) 스즈키 토시오 (프로듀서)                                                                          | 일본                                              | 일본어                             |
| 2023년 (96회) | 마리우폴에서의 20일                 | 20 днів у Маріуполі                                  | 장편 다큐멘터리상                      | 엠스티슬라프 체르노프 (감독, 프로듀서) 미셸 미즈너 (프로듀서) 레이니 아론슨래스 (프로듀서)                               | 우크라이나                                        | 우크라이나어, 영어, 러시아어       |
| 2023년 (96회) | 추락의 해부                         | Anatomie d'une chute                                 | 각본상                                 | 아르튀르 아라리 쥐스틴 트리에                                                                                            | 프랑스                                            | 프랑스어                           |

## 참고
- 가  1954년 제27회 아카데미상 당시 외국어영화상 부문은 존재하지 않았으며, 아카데미 명예상을 대신 수상하였다.[7]
- 나  아카데미 외국어영화상 수상작이다.[8]
- 다  미국에서 제작된 영화라는 이유로 아카데미 외국어영화상 후보에 오르지 못했다.

## 영어 더빙 아카데미 수상작 목록
원 작품은 외국어 영화지만 미국 내에서 영어 더빙을 거쳐 개봉되었고, 아카데미상을 수상한 경우를 일컫는다.
| 연도 (회차)   | 한국어명               | 원제 / 영어명                                 | 수상 부문              | 수상자          | 국가   | 언어     |
| ------------- | ---------------------- | --------------------------------------------- | ---------------------- | --------------- | ------ | -------- |
| 2002년 (75회) | 센과 치히로의 행방불명 | 千と千尋の神隠し Spirited Away                | 장편 애니메이션 작품상 | 미야자키 하야오 | 일본   | 일본어   |
| 2005년 (78회) | 펭귄 - 위대한 모험     | La Marche de l'empereur March of the Penguins | 장편 다큐멘터리상      | 뤼크 자케       | 프랑스 | 프랑스어 |